# 布萊登·佛雷切
布萊登·佛雷切（英語：Brendan Fletcher，1981年12月15日—），加拿大男演員、編劇和製片人。他時常飾演麻煩、古怪或不高興的角色而聞名，被外界視為性格演員。最初以童星身份在電視電影《小罪犯》（1995年）出道，贏得一座利奧獎，以及双子座奖的提名。之後憑藉《深夜不永伤》（2000年）贏得吉尼獎最佳男主角。其他知名作品如《佩治的日記》（2001年）、《佛萊迪大戰傑森之開膛破肚》（2003年）、《奇幻世界》（2005年）、《怒火狂殺》（2009年）、《公民黑帮》（2011年）和《神鬼獵人》（2015年）。
佛雷切也時常出演電視劇。2010年參演迷你劇《太平洋戰爭》。2018年至2019年，在《绿箭侠》第七季中飾演史丹利·多佛／星城杀手。

## 個人生活
佛雷切居住在不列颠哥伦比亚省溫哥華，是溫哥華加人的支持者。他的女友是同為演員的莎拉·湯普森。

## 外部連結
- 布萊登·佛雷切在互联网电影资料库（IMDb）上的資料（英文）